# When a Shadow Is Forced into the Light
When a Shadow Is Forced into the Light – siódmy studyjny album fińskiego zespołu melodic doom-deathmetalowego Swallow the Sun, wydany 25 stycznia 2019 roku przez wytwórnię płytową Century Media Records.

## Lista utworów
Opracowano na podstawie materiału źródłowego.
| When a Shadow Is Forced into the Light | When a Shadow Is Forced into the Light   | When a Shadow Is Forced into the Light |
| Nr                                     | Tytuł utworu                             | Długość                                |
| -------------------------------------- | ---------------------------------------- | -------------------------------------- |
| 1.                                     | „When a Shadow Is Forced into the Light” | 07:28                                  |
| 2.                                     | „The Crimson Crown”                      | 07:57                                  |
| 3.                                     | „Firelights”                             | 05:41                                  |
| 4.                                     | „Upon the Water”                         | 06:16                                  |
| 5.                                     | „Stone Wings”                            | 06:55                                  |
| 6.                                     | „Clouds on Your Side”                    | 04:46                                  |
| 7.                                     | „Here on the Black Earth”                | 05:39                                  |
| 8.                                     | „Never Left”                             | 07:49                                  |
|                                        |                                          | 52:31                                  |

## Twórcy
Opracowano na podstawie materiału źródłowego.
Zespół Swallow the Sun w składzie
- Juha Raivio - gitara, instrumenty klawiszowe
- Matti Honkonen - gitara basowa
- Mikko Kotamäki - wokal
- Juuso Raatikainen - perkusja
- Juho Räihä - gitara
- Jaani Peuhu - instrumenty klawiszowe, wokal

oraz
- Irina Rusu - skrzypce
- Helena Dumell - altówka
- Magdalena Valkeus - wiolonczela
- Teemu Mastovaara - wiolonczela
- Krista Ruusunen - instrumenty klawiszowe
- Clémentine Curie - wokal